# Olenothus
Olenothus is een geslacht van kreeftachtigen uit de klasse van de Malacostraca (hogere kreeftachtigen).

## Soort
- Olenothus uogi Ng, 2002